# Звёздный путь: Оригинальный сериал (1 сезон)
Первый сезон американского научно-фантастического телесериала «Звёздный путь», созданного Джином Родденберри, начался на NBC 8 сентября 1966 года и завершился 13 апреля 1967 года. Сезон дебютировал в Канаде на CTV за два дня до премьеры в США, 6 сентября 1966 года. Он состоял из 29 эпизодов, что является наибольшим количеством эпизодов за сезон для оригинального сериала «Звёздного пути». В нём участвуют Уильям Шетнер в роли капитана Джеймса Т. Кирка, Леонард Нимой в роли Спока и ДеФорест Келли в роли Леонарда МакКоя.

## История трансляции
Сезон первоначально транслировался по четвергам в 8:30 (СВ) на NBC.

## Актёрский состав
- Уильям Шетнер, в роли капитана Джеймс Т. Кирка: командир USS «Энтерпрайз»
- Леонард Нимой в роли коммандера Спока: наполовину человек/наполовину вулканец на корабле, научный офицер и первый/исполнительный офицер (то есть второй в командовании)
- ДеФорест Келли в роли лейтенант-коммандера доктора Леонарда «Боунс» МакКоя: главный врач корабля
- Джеймс Духан в роли лейтенант-коммандера Монтгомери «Скотти» Скотта: главного инженера и второго офицера «Энтерпрайза» (то есть третий в командовании)
- Нишель Николс в роли лейтенанта Нийоты Ухуры: офицер связи корабля
- Джордж Такей в роли лейтенанта Хикару Сулу: рулевой корабля
- Меджел Барретт в роли медсестры Кристин Чапел: Старшая медсестра корабля (Барретт, сыгравшая первого помощника корабля, Номер один[англ.], в эпизоде «Клетка», также озвучивала судовой компьютер).
- Грейс Ли Уитни в роли Джэнис Рэнд: йомен[англ.] капитана

## Эпизоды
| № общий | № в сезоне | Название                                                       | Режиссёр         | Автор сценария                                                               | Дата премьеры    | Произв. код |
| --- | ---------- | -------------------------------------------------------------- | ---------------- | ---------------------------------------------------------------------------- | ---------------- | ----------- |
| 1 | 1          | «Ловушка для человека» «The Man Trap»                          | Марк Дэниелс     | Джордж Клейтон Джонсон                                                       | 8 сентября 1966  | 06          |
| Существо-метаморф проникает на «Энтерпрайз» и начинает убивать людей, высасывая нужную ему соль из организмов. Обнаружить его трудно, так как существо может принимать любые формы и умело маскируется под членов экипажа. |            |                                                                |                  |                                                                              |                  |             |
| 2 | 2          | «Закон Чарли» «Charlie X»                                      | Лоуренс Добкин   | Сюжет : Джин Родденберри Телесценарий : Д. К. Фонтана                        | 15 сентября 1966 | 08          |
| Юноша Чарльз Эванс, единственный оставшийся в живых после катастрофы исследовательского корабля на планете Тазус и подобранный „Энтерпрайзом“ после 14 лет жизни в одиночестве, оказывается обладателем сильнейшего дара — влиять на реальность посредством своих желаний. Этот эпизод является предысторией неофициального мини-сериала «Звёздный путь людей и богов». |            |                                                                |                  |                                                                              |                  |             |
| 3 | 3          | «Куда не ступала нога человека» «Where No Man Has Gone Before» | Джеймс Голдстоун | Сэмюэл А. Пиплз                                                              | 22 сентября 1966 | 02b         |
| Команда сталкивается с аномальным полем около края Галактики, которое усиливает психокинетические способности некоторых членов экипажа. |            |                                                                |                  |                                                                              |                  |             |
| 4 | 4          | «Время обнажиться» «The Naked Time»                            | Марк Дэниелс     | Джон Д. Ф. Блэк                                                              | 29 сентября 1966 | 07          |
| Подобранный на разрушающейся планете вирус заставляет людей сходить с ума, погружая их в выдуманные миры. |            |                                                                |                  |                                                                              |                  |             |
| 5 | 5          | «Враг изнутри» «The Enemy Within»                              | Лео Пенн         | Ричард Мэтисон                                                               | 6 октября 1966   | 05          |
| Неисправность транспортёра разделяет капитана Кирка на двух человек: один — жёсткий и агрессивный, другой — кроткий и нерешительный. |            |                                                                |                  |                                                                              |                  |             |
| 6 | 6          | «Женщины Мадда» «Mudd's Women»                                 | Харви Харт       | Сюжет : Джин Родденберри Телесценарий : Стивен Кандел                        | 13 октября 1966  | 04          |
| Космический контрабандист Гарри Мадд и его гарем из трёх женщин терпят бедствие. «Энтерпрайз» приходит им на помощь, в чём капитан Кирк потом долго раскаивался. Женщины Мадда обладают такой неземной красотой, что все, кто их видит, немедленно в них влюбляются. |            |                                                                |                  |                                                                              |                  |             |
| 7 | 7          | «Из чего сделаны девочки?» «What Are Little Girls Made Of?»    | Джеймс Голдстоун | Роберт Блох                                                                  | 20 октября 1966  | 10          |
| Учёный исследователь Роджер Корби обнаружил на малоизученной планете остатки технологии древней цивилизации. С её помощью он научился создавать андроидов, полностью идентичных людям, и решил заменить андроидами всё человечество. |            |                                                                |                  |                                                                              |                  |             |
| 8 | 8          | «Мири» «Miri»                                                  | Винсент МакЭвити | Адриан Шпиз                                                                  | 27 октября 1966  | 12          |
| Кирк и его команда сталкиваются с планетой, на которой живут только дети. Учёные этой планеты пытались открыть секрет вечной жизни, но результатом этих попыток стала смерть всех взрослых на планете от стремительно наступившей старости. Выжившие дети, прожив сотни лет в своём бесконечном детстве, тоже в конце концов умирают от сверхбыстрого старения. |            |                                                                |                  |                                                                              |                  |             |
| 9 | 9          | «Кинжал разума» «Dagger of the Mind»                           | Винсент МакЭвити | С. Бар-Дэвид                                                                 | 3 ноября 1966    | 11          |
| Учёный использует своё изобретение, чтобы подавлять разум людей и делать из них послушных зомби. Кирк подвергается воздействию этого подавляющего разум прибора, но всё же находит в себе силы противостоять внушению. |            |                                                                |                  |                                                                              |                  |             |
| 10 | 10         | «Корбомитный манёвр» «The Corbomite Maneuver»                  | Джозеф Сарджент  | Джерри Сол                                                                   | 10 ноября 1966   | 03          |
| «Энтерпрайз» встречается с огромным кораблём загадочного Балока, который очень воинственно настроен по отношению к «Энтерпрайзу». |            |                                                                |                  |                                                                              |                  |             |
| 11 | 11         | «Зверинец, Часть I» «The Menagerie, Part I»                    | Марк Дэниелс     | Джин Родденберри                                                             | 17 ноября 1966   | 16A         |
| Спок решается на отчаянный шаг и берётся доставить бывшего капитана «Энтерпрайза», полностью парализованного Кристофера Пайка, на планету Талос-IV, которую, после того как звездолёт уже побывал там один раз (эпизод «Клетка»), директивами Звёздного Флота запрещено посещать при любых обстоятельствах. |            |                                                                |                  |                                                                              |                  |             |
| 12 | 12         | «Зверинец, Часть II» «The Menagerie, Part II»                  | Роберт Батлер    | Джин Родденберри                                                             | 24 ноября 1966   | 16B         |
| Собирается суд капитанов, чтобы судить Спока. |            |                                                                |                  |                                                                              |                  |             |
| 13 | 13         | «Совесть короля» «The Conscience of the King»                  | Герд Освальд     | Бэрри Трайверс                                                               | 8 декабря 1966   | 13          |
| Кирк узнаёт в одном из актёров бродячего театра повстанца-мятежника, который 20 лет назад уничтожил половину населения планеты Тарс-IV. В подтверждение его догадки начинаются убийства людей, которые могли бы опознать в актёре-трагике Энтони Коридане кровавого Кодоса-палача. |            |                                                                |                  |                                                                              |                  |             |
| 14 | 14         | «Равновесие страха» «Balance of Terror»                        | Винсент МакЭвити | Пол Шнайдер                                                                  | 15 декабря 1966  | 09          |
| После 50-летнего затворничества ромулане снова вышли из своей системы и проявили агрессию по отношению к Федерации. Но на этот раз хорошо вооружённый и подготовленный корабль-невидимка ромулан встретил достойный отпор в лице «Энтерпрайза» и его команды. |            |                                                                |                  |                                                                              |                  |             |
| 15 | 15         | «Увольнение на берег» «Shore Leave»                            | Роберт Спарр     | Теодор Старджон                                                              | 29 декабря 1966  | 17          |
| Члены экипаж «Энтерпрайза» оказываются на планете, где их мысли становятся реальностью с помощью гигантских подземных машин, оставленных здесь древней цивилизацией. |            |                                                                |                  |                                                                              |                  |             |
| 16 | 16         | «Галилей-VII» «The Galileo Seven»                              | Роберт Гист      | Сюжет : Оливер Кроуфорд Телесценарий : Оливер Кроуфорд и С. Бар-Дэвид        | 5 января 1967    | 14          |
| Спок должен принять командование небольшой группой людей, чтобы выжить на враждебной планете, на которую сел аварийный челнок. |            |                                                                |                  |                                                                              |                  |             |
| 17 | 17         | «Готосский Сквайр» «The Squire of Gothos»                      | Дон МакДугалл    | Пол Шнайдер                                                                  | 12 января 1967   | 18          |
| Дитя сверхразумной цивилизации выбирает «Энтерпрайз» в качестве своей новой игрушки. |            |                                                                |                  |                                                                              |                  |             |
| 18 | 18         | «Арена» «Arena»                                                | Джозеф Пивни     | Сюжет : Фредерик Браун Телесценарий : Джин Л. Кун                            | 19 января 1967   | 19          |
| Преследуя звездолёт, напавший на форпост Федерации, Кирк, и сам до конца не понимая как, оказывается на дикой, необитаемой планете и вынужден там сразиться не на жизнь, а на смерть с капитаном вражеского корабля, ящером Горном. |            |                                                                |                  |                                                                              |                  |             |
| 19 | 19         | «Завтра — это вчера» «Tomorrow Is Yesterday»                   | Майкл О’Херлихи  | Д. К. Фонтана                                                                | 26 января 1967   | 21          |
| «Энтерпрайз» проваливается во времени в XX век, где корабль пеленгуют как НЛО. Теперь Кирк и его команда пытаются уничтожить следы своего появления в XX веке, понимая, что это может необратимо изменить ход истории. |            |                                                                |                  |                                                                              |                  |             |
| 20 | 20         | «Трибунал» «Court Martial»                                     | Марк Дэниелс     | Сюжет : Дон М. Манкевич Телесценарий : Дон М. Манкевич и Стивен У. Карабацос | 2 февраля 1967   | 15          |
| Кирк обвиняется в преступной халатности, результатом которой стала смерть члена экипажа. Но Спок обнаруживает ряд странностей, которые помогают ему снять с Кирка сфабрикованное обвинение. |            |                                                                |                  |                                                                              |                  |             |
| 21 | 21         | «Возвращение архонтов» «The Return of the Archons»             | Джозеф Пивни     | Сюжет : Джин Родденберри Телесценарий : Борис Собельман                      | 9 февраля 1967   | 22          |
| В поисках корабля «Архонт», который пропал без вести более века назад на планете Бета-3, команда «Энтерпрайза» сталкивается с цивилизацией людей, которыми телепатически управляет бездушный компьютер. |            |                                                                |                  |                                                                              |                  |             |
| 22 | 22         | «Космическое семя» «Space Seed»                                | Марк Дэниелс     | Сюжет : Кэри Уилбер Телесценарий : Джин Л. Кун и Кэри Уилбер                 | 16 февраля 1967  | 24          |
| «Энтерпрайз» обнаруживает древний космический корабль «Ботани Бей», на котором в состоянии анабиоза находятся генетически созданные на Земле в конце XX века люди-супермены и их амбициозный лидер Хан Сингх. (Этот эпизод является предысторией второго фильма «Звёздного пути».) |            |                                                                |                  |                                                                              |                  |             |
| 23 | 23         | «Вкус армагеддона» «A Taste of Armageddon»                     | Джозеф Пивни     | Сюжет : Роберт Хэмнер Телесценарий : Роберт Хэмнер и Джин Л. Кун             | 23 февраля 1967  | 23          |
| «Энтерпрайз» уничтожен!» — именно такое сообщение получил Кирк в самом начале этого эпизода. А дальше была война на уничтожение. |            |                                                                |                  |                                                                              |                  |             |
| 24 | 24         | «Эта сторона рая» «This Side of Paradise»                      | Ральф Сененски   | Сюжет : Натан Батлер и Д. К. Фонтана Телесценарий : Д. К. Фонтана            | 2 марта 1967     | 25          |
| Прибыв на Омикрон Гэти III, Кирк обнаруживает, что весь его экипаж захотел остаться на этой планете. Не понимая в чём дело, он с удивлением смотрит на своих друзей, которые, находясь на планете, испытывают чувства внеземного счастья и радости. |            |                                                                |                  |                                                                              |                  |             |
| 25 | 25         | «Дьявол в темноте» «The Devil in the Dark»                     | Джозеф Пивни     | Джин Л. Кун                                                                  | 9 марта 1967     | 26          |
| Загадочные смерти в посёлке шахтёров на планете Янус-VI, в которых пытается разобраться Кирк, оказываются всего лишь защитной реакцией самки-хорта, защищающей свои яйца. |            |                                                                |                  |                                                                              |                  |             |
| 26 | 26         | «Миссия милосердия» «Errand of Mercy»                          | Джон Ньюленд     | Джин Л. Кун                                                                  | 23 марта 1967    | 27          |
| В конфликт между Федерацией Планет и Клингонской Империей вмешивается древняя и мудрая цивилизация органиан, которая принудительно навязывает враждующим сторонам мирное соглашение. |            |                                                                |                  |                                                                              |                  |             |
| 27 | 27         | «Альтернативный фактор» «The Alternative Factor»               | Герд Освальд     | Дон Ингаллс                                                                  | 30 марта 1967    | 20          |
| «Энтерпрайз» и его команда встречают странного человека, Лазаруса, чья жизнь — борьба со злобным двойником из параллельной вселенной. |            |                                                                |                  |                                                                              |                  |             |
| 28 | 28         | «Город на краю вечности» «The City on the Edge of Forever»     | Джозеф Пивни     | Харлан Эллисон                                                               | 6 апреля 1967    | 28          |
| В результате определённого стечения обстоятельств МакКой попадает в 1930 год и история изменяется. Кирк и Спок тоже попадают в Нью-Йорк 30-х годов XX века и пытаются вернуть историю в прежнее русло, но выясняется, что для этого должна умереть девушка, которую Кирк успел полюбить, находясь в прошлом. В 1997 году TV Guide поместил этот эпизод, получивший «Премию Хьюго», под номером 92 в своём списке 100 величайших эпизодов. В 2009 году он переместился на 80-е место. |            |                                                                |                  |                                                                              |                  |             |
| 29 | 29         | «Операция «Уничтожить»» «Operation -- Annihilate!»             | Хершел Догерти   | Стивен У. Карабацос                                                          | 13 апреля 1967   | 29          |
| Кирк узнаёт, что на планете Денева загадочно умирают поселенцы, среди которых есть его родной брат. Кирк и Спок начинают расследование этих смертей. |            |                                                                |                  |                                                                              |                  |             |

1. 1 2  Псевдоним Шимона Уайнселберга
2. ↑  Псевдоним Джерри Сола

## Домашние медиа
В начале 1980 года Paramount Home Video выпустила ограниченную серию VHS-кассет с двумя эпизодами на том, в соответствии с театральным выпуском фильма «Звёздный путь: Фильм», с продажной ценой 79,99 долларов за том.
Начиная с марта 1981 года на CED дебютировало несколько серий первого сезона. С выходом фильма «Звёздный путь II: Гнев Хана» в кинотеатрах в июне 1982 года Paramount Home Video рискнула выпустить эпизод первого сезона «Космическое семя» (вместе с несколькими театральными названиями) в открытую продажу по сниженной цене 29,99 долларов, в то время как названия видеокассет обычно продаются примерно за 80 долларов. Этот шаг поставил эпизод на первое место по продажам на оставшуюся часть года (помогая создать розничный рынок «сквозных продаж») и в 1983 году, когда «Звёздный путь II» поступил в открытую продажу за 39,95 долларов. Полный набор эпизодов первого сезона дебютировал с 1985 по 1989 год на форматах laserdisc, VHS и Betamax, обычно с двумя эпизодами на том («Зверинец», части 1 и 2 появились годом ранее на laserdisc). Columbia House начала рассылать тома по почте с эпизодами в порядке «звёздной даты» в 1986 году.
Пилот оригинального сериала «Клетка» был выпущен на домашнее видео в 1986 году и состояла из чёрно-белых кадров в сочетании с цветными кадрами из двухсерийного эпизода первого сезона «Зверинец», продолжительность которого составила 73 мин. В 1988 году были найдены вырезанные цветные кадры, и полноцветная версия эпизода дебютировала на телевидении, а позже впервые была выпущена в виде домашнего видео с более коротким временем просмотра — 64 минуты.
Начиная с августа 1999 года, эпизоды первого сезона дебютировали на DVD, по два эпизода на том, завершив всю серию, включая обе версии «Клетки», в ноябре 1991 года. Бокс-сет полного сезона с новыми бонусными функциями, но без какой-либо версии пилота, был выпущен в августе 2004 года.
Первый сезон был выпущен в формате HD-DVD в виде набора из 10 дисков в конце 2007 года. В набор вошла серия с обновлёнными эффектами на гибридных комбинированных DVD/HD-DVD дисках, которые воспроизводятся на DVD-плеерах со стандартным разрешением, а также на соответствующих HD-DVD-плеерах. Производство HD-DVD было полностью прекращено, поэтому на HD-DVD был выпущен только первый сезон, хотя два последних сезона всё ещё выпускались как обновлённые DVD-версии. Купив HD-DVD-плеер и обновлённый HD-DVD первого сезона «Звёздного пути», покупатели этой специальной акции могли приобрести пульт дистанционного управления в форме фазера оригинального сериала «Звёздного пути». Toshiba в партнёрстве с Paramount выпустила оригинальную серию в обновлённом формате для поддержки своего тогдашнего нового формата оптических видеодисков HD-DVD.
Документальный фильм «Звёздный путь: За пределами границы» был включён в бокс-сет первого сезона HD DVD «Звёздного пути: Оригинальный сериал». Однако документальный фильм был включён в DVD-компонент набора, а не в HD-часть.
Первый сезон с обновлёнными эффектами дебютировал на Blu-ray 28 апреля 2009 года. 6 сентября 2016 года он был переиздан как часть набора 50-летия «Звёздного пути», который включал три сезона оригинального сериала, фильмы с оригинальным актёрским составом до «Звёздного пути VI» и мультсериал 1970-х на оптических дисках Blu-Ray.

## Приём
В 2019 году CBR оценил первый сезон «Звёздного пути» (телесериал 1966—1969 годов) как 10-й лучший сезон из всех сезонов «Звёздного пути» до того времени, сравнивая его с сезонами более поздних телесериалов.